# Atât de strălucitoare e vederea
Atât de strălucitoare e vederea este un film românesc din 2014 regizat de Joël Florescu și Michaël Florescu. Rolurile principale au fost interpretate de actorii Bianca Valea și Ovidiu Niculescu. A avut premiera în selecția oficială a celei de-a 36-a ediţii a Festivalului Internaţional de Film de la Moscova.

## Prezentare
Povestea filmului are loc în ziua de azi în București, imediat după criza economică. Estera lucrează într-un departament de relații cu clienții și este indecisă în a-și părăsi slujba pentru un alt loc de muncă în Atlanta. Mama sa, proaspăt divorțată, a plecat în Statele Unite și insistă ca fiica sa să facă la fel. Estera își pune speranța într-un interviu cu Mike, un antreprenor român-american cu dare de mână care a fost coleg cu tatăl său aflat acum la închisoare. Mike însă este o epavă dominată de propriile probleme.

## Distribuție
- Bianca Valea - Estera
- Ovidiu Niculescu - Mike
- Robi Urs - Vlad
- Valentina Popa - Raluca
- Dana Apostol - Rivka
- Cristina Olteanu - Oana
- Dana Cucos - Luminița

## Producție
Joel Florescu și Michael Florescu, scenariștii și regizorii filmului, sunt frați gemeni de origine româno-franceză, care au început proiecte cinematografice în București, ca parte a  Romanian Independent Film Collective.